# Deinonihosauri
Deinonihosauri (lat. Deinonychosauria,  "gušteri s užasnom pandžom") su bili uspješan kladus teropoda iz perioda kasne jure i krede. Ti svežderi i mesožderi su poznati po svojim pandžama nalik na srp na drugom nožnom prstu. Ovaj kladus se dijeli na još dva kladusa: Dromaeosauridae i Troodontidae. Najveći poznati pripadnik bio je Utahraptor (7 m), a Anchiornis je bio najmanji (34 cm).
Među najteže kredske vrste također spadaju i: Dromaeosaurus, Deinonychus i Velociraptor. Trudontidi, iz kasne krede, su bili lakši i manji od dromeosaurida, a najpoznatiji su: Troodon i Saurornithoides.

## Opis
Kao i drugi teropodi, deinonihosauri su bili dvonošci; odnosno, hodali su na dvije noge. Međutim, dok je većina teropoda hodala s tri prsta koji dodiruju tlo, fosilizirani tragovi stopala pokazuju da je većina deinonihosaura držala drugi prst iznad tla u ispruženoj poziciji, dok su samo treći i četvrti prst nosili težinu tijela. To se naziva funkcionalna didaktilija. Na povećanom drugom prstu nalazila se neobično velika pandža u obliku srpa (držana iznad tla ili "povučena" tijekom hoda), za koju se smatra da je služila pri lovu ili penjanju na drveće. Ta pandža je naročito velika kod velikih eudromeosaura. Jedna vrsta eudromeosaura, Balaur bondoc, je također imala pandžu i na prvom i na drugom prstu.

## Klasifikacija
Deinonihosauri su takson unutar Theropoda. On uključuje dvije porodice: Dromaeosauridae i Troodontidae. Sestrinska grupa deinonihosaura je Avialae (ptice i njihovi bliski srodnici). Neka istraživanja su pokazala da su trudontidi bliži pticama nego dromeosauridima. U tom slučaju bi jedina porodica ove grupe bila Dromaeosauridae. Američki paleontolog Paul Sereno definira ovu grupu kao zajedničkog pretka vrsta Dromaeosaurus albertensis i Troodon formosus i sve njihove potomke. Kevin Padian, još jedan američki paleontolog, vidi Deinonychosauria kao sve oblike koji dijele mlađeg pretka s vrstom Deinonychus antirrhopus nego s Passer domesticus.
- Infrared Deinonychosauria
  - Euronychodon?
  - Pamparaptor
  - Paronychodon?
  - Porodica Archaeopterygidae?[4]
  - Natporodica Dromaeosauroidea
    - Porodica Dromaeosauridae
      - Potporodica Microraptorinae
      - Potporodica Unenlagiinae
      - Eudromaeosauria
        - Potporodica Dromaeosaurinae
        - Potporodica Saurornitholestinae
        - Potporodica Velociraptorinae

  - Natporodica Troodontoidea
    - Porodica Troodontidae
      - ?Potporodica Elopteryginae
      - Potporodica Troodontinae